# Rodociclàcies
Rhodocyclaceae és una família de bacteris gram negatives que s'inclou en el seu propi ordre, Rhodocyclals, en el subgrup beta de Proteobacteria. Inclou molts gèneres prèviament assignats a la família Pseudomonadaceae. La família conté principalment bacteris amb forma de bacil aerobis i desnitrificants, que exhibeixen capacitats metabòliques molt versàtils. La majoria de les espècies viuen en hàbitats aquàtics i prefereixen condicions oligotròfiques. Moltes proliferen en aigües residuals i juguen un important paper en la bioremediació, per exemple, Zoogloea.
El gèneres que dona nom al grup, Rhodocyclus és bastant atípic en el grup, ja que l'únic fototròfics entre ells. Rhodocyclus sp. realitzen la fotosíntesi anoxígena sota condicions anòxiques de manera similar a altres gèneres de Proteobacteris alpha. L'espècie Rhodocyclus purpureus també es diferencia dels altres membres de la família (incloent altres espècies Rhodocyclus) per la forma anular de la seva cèl·lula que porta els dos extrems de la cèl·lula fins a gairebé tocar-se i que ha inspirat el seu nom.